# (343158) 2009 HC82
2009 إتش سي 82 (ويعرف أيضًا باسم (343158) 2009 إتش سي 82 وفق تسمية الكوكب الصغير) (بالإنجليزية: 2009 HC82)‏ هو كويكب ضمن حزام الكويكبات؛ وترتيبه 343158 من حيث الاكتشاف.
اكتُشف هذا الجُرم الفلكي بواسطة ماسح السماء كاتالينا في 29 أبريل 2009.

## وصلات خارجية
- (343158) 2009 HC82 في قاعدة بيانات مختبر الدفع النفاث لأجرام النظام الشمسي الصغيرة

- الاكتشاف · مخطط المدار ·  العناصر المدارية · المعلمات المادية

- (343158) 2009 HC82 على موقع ويكي سكاي: DSS2, SDSS, GALEX, IRAS, Hydrogen α, X-Ray, Astrophoto, Sky Map, Articles and images